# Hammarö
Hammarö is een Zweedse gemeente in Värmland. De gemeente behoort tot de provincie Värmlands län. Ze heeft een totale oppervlakte van 422,0 km² en telde 14.390 inwoners in 2004.
De gemeente bestaat uit een eiland met dezelfde naam, Hammarö of Hammarön, en nog een tweede eiland met de naam Vidön. Deze beide eilandjes liggen in het Vänermeer.

## Plaatsen
- Skoghall
- Vidöåsen
- Tye (Hammarö)
- Rud en Ängen
- Rud södra

## Partnergemeenten
Hammarö heeft samenwerkingsbanden met:
- Enebakk ( Noorwegen)
- Ostseebad Insel Poel ( Duitsland)
- Małkinia Górna ( Polen)